# Katrina Jade
Katrina Jade (California; 30 de mayo de 1991) es una actriz pornográfica y modelo erótica estadounidense.

## Biografía
Nació en el sur del estado de California a finales de mayo de 1991, en una familia con ascendencia holandesa, alemana, irlandesa, italiana, hawaiiana, nativoamericana y mexicana. No se sabe mucho de su vida anterior a ser actriz, salvo que trabajó como vendedora para Circuit City.
En 2014, a los 23 años de edad, debutó como actriz en la industria pornográfica. Su primera escena fue en febrero de ese año para el portal Kink.com.
Entre 2013 y 2019 mantuvo una relación con el fotógrafo y director Nigel Dictator, 13 años mayor que ella.
Como actriz, ha trabajado para estudios como Blacked, New Sensations, Elegant Angel, Brazzers, Wicked Pictures, Twistys, Evil Angel, Pure Taboo, Deeper, Burning Angel, Devil's Film, Hustler, Girlfriends Films o Sweetheart Video.
En 2016 obtuvo sendas nominaciones en los Premios AVN y XBIZ a Mejor actriz revelación.
En 2017 se alzó en los Premios XBIZ con los galardones a la Artista femenina del año y Mejor escena de sexo en película de parejas o temática por The Switch. Así mismo, en los Premios AVN obtuvo el de Mejor escena de sexo en grupo por Orgy Masters 8.
Ha participado como actriz en más de 660 películas.
Algunas películas de su filmografía son Axel Braun's Inked, Big Wet Interracial Tits, Cheating With The Nanny, I Like Black Boys 13, Internal Damnation 11, Lex's Breast Fest 5, Manuel's Fucking POV 3, Oral Angels, Platinum Pussy, Strap Some Boyz 5 o Take the Condom Off.

## Premios y nominaciones
| Año  | Ceremonia    | Resultado | Premio                                                 | Trabajo                               |
| ---- | ------------ | --------- | ------------------------------------------------------ | ------------------------------------- |
| 2016 | Premios XRCO | Nominada  | Mejor actriz revelación                                | —                                     |
| 2016 | Premios AVN  | Nominada  | Mejor actriz revelación                                | —                                     |
| 2016 | Premios AVN  | Nominada  | Mejor escena de sexo lésbico en grupo                  | Massage School Dropouts               |
| 2016 | Premios AVN  | Nominada  | Mejor escena de trío H-M-H                             | Magic Mike XXXL                       |
| 2016 | Premios AVN  | Nominada  | Premio fan: Actriz debutante más rompedora             | —                                     |
| 2016 | Premios XBIZ | Nominada  | Mejor actriz revelación                                | —                                     |
| 2016 | Premios XBIZ | Nominada  | Mejor escena de sexo en película parodia               | Magic Mike XXXL                       |
| 2017 | Premios AVN  | Nominada  | Artista femenina del año                               | —                                     |
| 2017 | Premios AVN  | Nominada  | Mejor escena de sexo chico/chica                       | Big Wet Interracial Tits              |
| 2017 | Premios AVN  | Ganadora  | Mejor escena de sexo en grupo                          | Orgy Masters 8                        |
| 2017 | Premios AVN  | Nominada  | Mejor escena de trío H-M-H                             | Cum on My Tattoo 5                    |
| 2017 | Premios AVN  | Nominada  | Mejor escena de trío M-H-M                             | Aidra Fox Is Slutwoman                |
| 2017 | Premios AVN  | Nominada  | Premio fan: Artista femenina favorita                  | —                                     |
| 2017 | Premios AVN  | Nominada  | Premio fan: Estrella social media                      | —                                     |
| 2017 | Premios XBIZ | Ganadora  | Artista femenina del año                               | —                                     |
| 2017 | Premios XBIZ | Ganadora  | Mejor escena de sexo en película de parejas o temática | The Switch                            |
| 2017 | Premios XBIZ | Nominada  | Mejor escena de sexo en película de todo sexo          | Sex Footage: Natural Slut             |
| 2017 | Premios XRCO | Nominada  | Superslut                                              | —                                     |
| 2018 | Premios AVN  | Nominada  | Artista femenina del año                               | —                                     |
| 2018 | Premios AVN  | Nominada  | Mejor escena de sexo en grupo                          | Power Bangers: A Brazzers XXX Parody  |
| 2018 | Premios AVN  | Ganadora  | Mejor escena de sexo lésbico                           | I Am Katrina                          |
| 2018 | Premios AVN  | Nominada  | Mejor escena de sexo lésbico en grupo                  | Villain                               |
| 2018 | Premios AVN  | Nominada  | Mejor escena de sexo chico/chica                       | Exposed                               |
| 2018 | Premios AVN  | Nominada  | Mejor escena de trío H-M-H                             | Sacrosanct                            |
| 2018 | Premios AVN  | Nominada  | Mejor escena de trío M-H-M                             | Sins Life: Sex Tour                   |
| 2018 | Premios AVN  | Nominada  | Mejor escena de sexo transexual                        | I Am Katrina                          |
| 2018 | Premios AVN  | Nominada  | Premio fan: Artista femenina favorita                  | —                                     |
| 2018 | Premios AVN  | Nominada  | Premio fan: Estrella mediática                         | —                                     |
| 2018 | Premios XRCO | Nominada  | Artista femenina del año                               | —                                     |
| 2018 | Premios XRCO | Nominada  | Superslut                                              | —                                     |
| 2018 | Inked Awards | Nominada  | Artista femenina del año                               | —                                     |
| 2018 | Inked Awards | Nominada  | Escena del año                                         | Darker Side of Desire 2               |
| 2018 | Inked Awards | Nominada  | Mejor escena grupal                                    | Justice League XXX                    |
| 2018 | Inked Awards | Nominada  | Mejor escena grupal                                    | I Am Katrina                          |
| 2018 | Inked Awards | Nominada  | Mejor escena grupal                                    | My Killer Girlfriend                  |
| 2018 | Inked Awards | Nominada  | Mejor escena lésbica                                   | Villain                               |
| 2018 | Premios XBIZ | Nominada  | Artista femenina del año                               | —                                     |
| 2018 | Premios XBIZ | Nominada  | Mejor escena de sexo en película vignette              | Sacrosanct                            |
| 2019 | Premios AVN  | Nominada  | Artista femenina del año                               | —                                     |
| 2019 | Premios AVN  | Nominada  | Mejor escena de sexo anal                              | Jessy's Girls                         |
| 2019 | Premios AVN  | Nominada  | Mejor escena de sexo en grupo                          | Fuck Club                             |
| 2019 | Premios AVN  | Nominada  | Mejor escena de sexo lésbico en grupo                  | Talk Derby to Me                      |
| 2019 | Premios AVN  | Nominada  | Mejor escena de sexo oral                              | Katrina Jade: Addicted to Black       |
| 2019 | Premios AVN  | Nominada  | Mejor escena de sexo transexual                        | The Trans X-Perience 7                |
| 2019 | Premios AVN  | Nominada  | Mejor escena de trío H-M-H                             | Katrina Jade: Addicted to Black       |
| 2019 | Premios AVN  | Nominada  | Premio fan: Artista femenina favorita                  | —                                     |
| 2019 | Premios XBIZ | Nominada  | Artista femenina del año                               | —                                     |
| 2019 | Premios XBIZ | Nominada  | Mejor escena de sexo en película lésbica               | The Coven Wives                       |
| 2020 | Premios AVN  | Ganadora  | Mejor escena de sexo lésbico en grupo                  | I Am Riley                            |
| 2020 | Premios AVN  | Nominada  | Mejor escena de sexo transexual en grupo               | Sex Cult                              |
| 2020 | Premios AVN  | Nominada  | Mejor escena de trío H-M-H                             | Wife Wants It Black                   |
| 2020 | Premios XBIZ | Nominada  | Artista femenina del año                               | —                                     |
| 2020 | Premios XBIZ | Nominada  | Mejor escena de sexo en película lésbica               | I Am Riley                            |
| 2020 | Premios XBIZ | Nominada  | Mejor escena de sexo en película tabú                  | In Vivo                               |
| 2021 | Premios AVN  | Nominada  | Mejor escena de sexo en grupo                          | Under the Bed                         |
| 2022 | Premios XBIZ | Ganadora  | Mejor escena de sexo en película gonzo                 | Disciples of Desire 2: Thrill Seekers |